# 우네촌
우네촌(有年村)은 일본 효고현 아코군에 설치되었던 촌이다. 현재의 아코시의 북부에 해당한다.